# روکیشکیس
روکیشکیس (به لاتین: Rokiškis) در لیتوانی با جمعیت ۱۶٬۷۴۶ نفر است که در شهرستان پانه‌وژیس واقع شده‌است.